# 前田種利
前田 種利（まえだ たねとし、生没年不詳）は、戦国時代の武将。通称与十郎、佐十郎、泰学。諱は長規、重利とも伝わる。

## 略歴
前田仲利の子で、尾張国海東郡前田城主。織田家家臣佐久間氏に仕えた。子に前田長定がいる。また娘は佐久間信盛に嫁いだ。
蟹江城合戦に見える前田種利は、子の長定のことだと考えられる。